# أورلاندو بيريرا
أورلاندو بيريرا (بالبرتغالية: Orlando Pereira‏) هو لاعب كرة قدم برازيلي في مركز الدفاع، ولد في 22 يناير 1949 في سانتوس في البرازيل، وتوفي في 4 سبتمبر 1999 في ساو فيسنتي في البرازيل. شارك مع منتخب البرازيل لكرة القدم. أما مع النوادي، فقد لعب مع نادي أودينيزي ونادي سانتوس ونادي فاسكو دا غاما ونادي كوريتيبا.

## وصلات خارجية
- أورلاندو بيريرا على موقع قاعدة بيانات كرة القدم.إي يو (الإنجليزية)
- أورلاندو بيريرا على موقع ناشيونال فوتبول تيمز (الإنجليزية)